# Cal Coix (Corbera de Llobregat)
Cal Coix és una obra amb elements gòtics de Corbera de Llobregat (Baix Llobregat) inclosa a l'Inventari del Patrimoni Arquitectònic de Catalunya.

## Descripció
Veïnatge de tres masies. La més gran, Cal Coix, és molt més important que les altres dues. Comprèn dos cossos, un a dalt i l'altre sota el terraplè, que per la seva estructura aparent no ha sofert reformes importants. A un nivell més baix a l'esquerra hi ha Can Vendrell, que és la casa d'un agricultor, que a la vegada té en ús la caseta del fons: Can Faci", amb la teulada parcialment enfonsada.